# Пихали
Пи́хали (эст. Pihali, нем. Pihhali, Pühhali), ранее также Пи́хари — деревня в волости Кохила уезда Рапламаа, Эстония. 

## География и описание
Расположена в 9 километрах к юго-западу от волостного центра — посёлка Кохила, и в 18 километрах к северо-западу от уездного центра — города Рапла. Высота над уровнем моря — 70 метров.
Официальный язык — эстонский. Почтовый индекс — 79703.

## Население
По данным переписи населения 2011 года, в деревне проживали 116 человек, из них 112 (96,6 %) — эстонцы.
По данным переписи населения 2021 года, в деревне насчитывалось 106 жителей, из них 105 (99,1 %) — эстонцы.
Численность населения деревни Пихали по данным переписей населения:
| Год  | 1959 | 1970 | 1979 | 1989 | 2000  | 2011  | 2021  |
| ---- | ---- | ---- | ---- | ---- | ----- | ----- | ----- |
| Чел. | 43   | ↗ 46 | ↗ 99 | ↘ 97 | ↗ 103 | ↗ 116 | ↘ 106 |

## История
Впервые упоминается в 1241 году в Датской поземельной книге (Pyol). В источниках 1725 года упоминается Pühala, 1871 года — Pühhali. 
В 1977 году, в период кампании по укрупнению деревень, с Пихали были объединены 4 деревни: Адила-Кримми (эст. Adila-Krimmi), Анияла (эст. Anijala), Лайсари (эст. Laisari) и Ору (эст. Oru). Адила-Кримми сформировалась как самостоятельная деревня к концу 1930-х годов; Ору — старинная деревня: в 1241 году упоминается как Orgiøl, в источниках 1325 года — Orghile, 1586 года — Oryell, 1555 года — Orro).